# 紅衣牙花鮨
紅衣牙花鮨（学名：Odontanthias rhodopeplus），又名紅衣金花鱸、玫瑰金花鮨、花鱸、海金魚，为鮨科牙花鮨屬下的一个种，分布於西太平洋區，從日本至印尼西伯里斯海域，體長可達16公分，生活在岩礁海域，為底棲性魚類，屬肉食性，生活習性不明。

## 擴展閱讀
維基物種上的相關：紅衣牙花鮨